# Pollinose
 (avril 2016).
Si vous disposez d'ouvrages ou d'articles de référence ou si vous connaissez des sites web de qualité traitant du thème abordé ici, merci de compléter l'article en donnant les références utiles à sa vérifiabilité et en les liant à la section « Notes et références ».
 (janvier 2020).

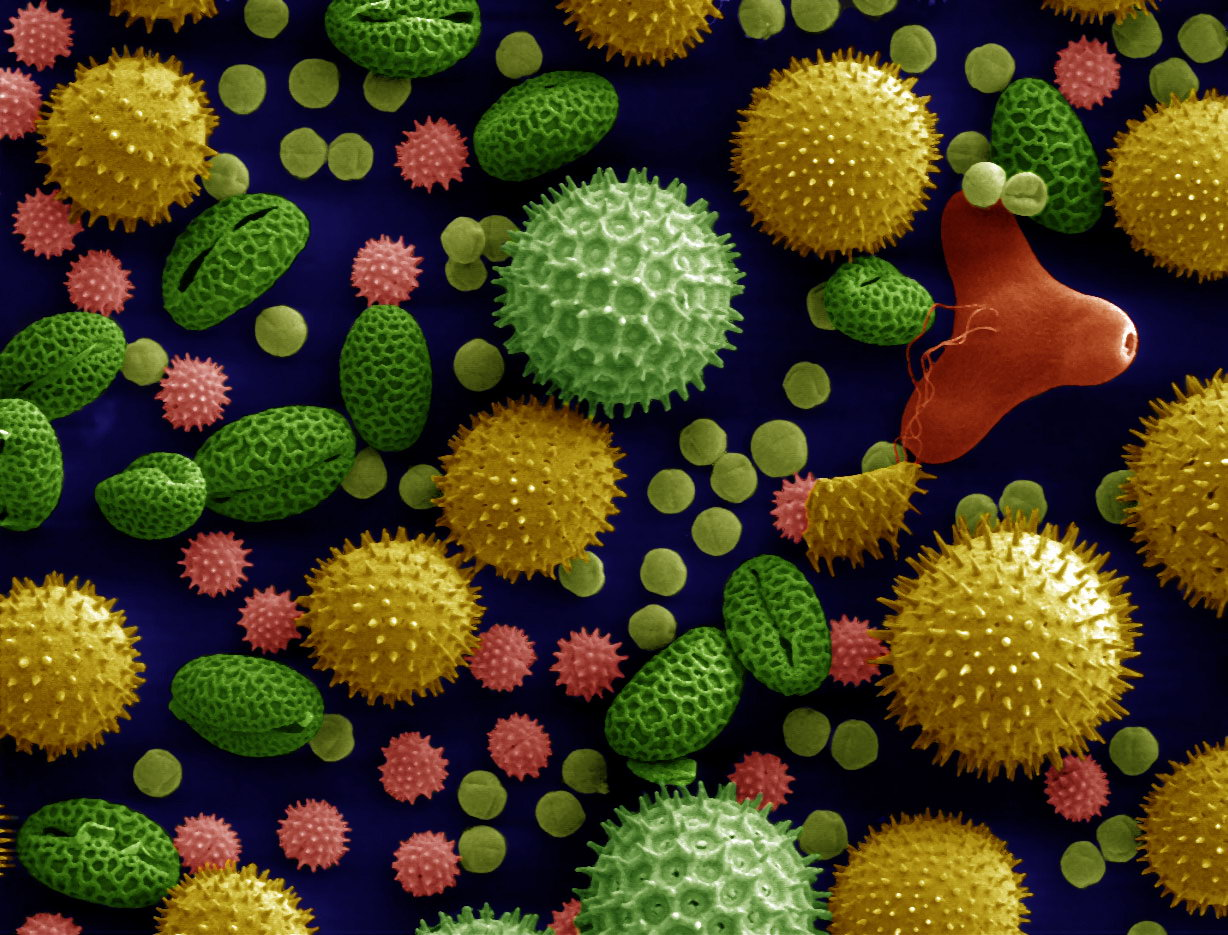
Mélange de pollens photographié par microscopie électronique (fausses couleurs)

Une pollinose, appelée aussi allergie au pollen, est une allergie causée par le pollen de certains arbres, plantes, herbacées et graminées.
Elle est aussi couramment appelée rhume des foins et c'est une des causes possibles de la rhinite allergique (qui peut aussi être provoquée par de la poussière ou des microbes).

## Épidémiologie et prévalence
La pollinose apparaît le plus souvent entre 8 et 20 ans et diminue avec l'âge. La révélation d'une pollinose après 35 ans est très rare.
Dans les pays riches, 15 à 25 % de la population serait touchée par ce phénomène et cette affection semble en augmentation régulière[réf. nécessaire] : depuis le début des années 2000, le nombre d'allergies liées au pollen a fortement augmenté, d'où l'étude notamment d'un lien probable avec le changement climatique ou la pollution de l'air.
Au Japon, la maladie, connue sous de le nom de kafunshō (花粉症, maladie du pollen), touchait 25 millions de personnes en 2015, dont 40 % des habitants de Tokyo. La cause en serait le Cryptomeria japonica, présent notamment sur 22 000 des 31 000 hectares de forêt que compte la métropole de Tokyo. Les Japonais s'en protègent avec principalement des masques chirurgicaux spécialement prévus à cet effet et vendus partout. Beaucoup de médicaments et traitements en cliniques sont également à disposition et il est courant de faire des prises de sang dès le jeune âge pour confirmer une éventuelle allergie afin de préconiser un traitement à l'avance.

## Causes
Le grain de pollen est l'élément reproducteur produit par les organes mâles des plantes et transporté par le vent. Il est microscopique (de 5 à 250 micromètres). Certains pollens contiennent des allergènes polliniques, qui déclenchent la libération de médiateurs immunomodulateurs et pro-inflammatoires, qui amplifient une éventuelle sensibilisation à divers allergènes respiratoires. Le pollen peut devenir allergène à la suite d'une potentialisation ou d'une dégradation de sa cuticule ou d'une modification biochimique induite par la pollution ambiante. Quand il pénètre les voies respiratoires, une vive réaction du système immunitaire peut s'ensuivre chez les personnes qui y sont sensibles, avec des impacts fréquents et significatifs sur les systèmes sociaux.
Les pollens les plus allergènes sont habituellement ceux des plantes anémophiles, de taille de 20 à 60 micromètres qui se déposent sur les muqueuses de l'appareil respiratoire, d'autant plus que l'air en contient. D'autres pollens sont d'autant plus présents dans l'environnement que ce dernier est pauvre en pollinisateurs (cas d'espèces à pollinisation non-anémophile).

Les fleurs des plantes anémophiles sont en général discrètes, ternes, sans odeur ni nectar. Certaines, comme les graminées (fléole, ivraies, dactyle pâturin) produisent d'énormes quantités de pollen. Les allergies aux graminées touchent chaque années de nombreuses personnes sous des formes qui peuvent être sévères.

D'autres familles, genres et espèces de plantes (ambroisie, armoise, oseille, …) ou d'arbres (bouleau, cyprès, pin, …) peuvent aussi produire de grandes quantités de pollens : jusqu'à 7 milliards de grains de pollen par an pour le pin, et 2,5 milliards pour un seul pied d'ambroisie en une saison. Dans ces cas, on parle parfois de « pollution pollinique ».
Depuis le début des années 2000, le nombre d'allergies liées au pollen a triplé, en lien probable avec le changement climatique et la pollution de l'air.
Des chercheurs ont observé des indices de relation entre la saison de naissance, et le risque futur de sensibilisation aux allergènes (pollen, acariens) et de rhinite allergique, mais cette relation n'est pas constante et doit être mieux comprise. Être né au printemps prédispose statistiquement un peu plus aux pollinoses, et naître en été prédispose à une sensibilisation aux acariens, respectivement aux âge de 2 et 3 ans.

### Pollution et météo comme facteurs aggravants

#### Pollution
Apparemment paradoxalement, c'est en ville et en milieu industrialisé, où les plantes et pollens sont plus rares, que les pollinoses sont les plus graves, fréquentes et où elles se développent le plus,. La pollution de l'air extérieur est aussi un facteur déclencheur (chimique et biologique).
Les enfants urbains peuvent être co-sensibilisés au pollen (et à d'autres allergènes). Divers polluants (dont la fumée de tabac via le tabagisme passif et les particules diesel des pots d'échappement) peuvent y contribuer.
Les études de terrain (épidémiologique) et expérimentations in vitro (sur pollen aéroporté et sur l'animal) présentent des résultats parfois contradictoires et encore mal expliqués, mais laissent penser que l'exposition du pollen et/ou de la plante à un air pollué modifient la nature biochimique de la cuticule externe (exine) de certains pollens en les rendant allergisants ou plus allergènes. Les polluants oxydants (dont l'ozone) et acides et oxydes d'azote (plus que le dioxyde de soufre et le monoxyde de carbone) semblent exacerber l'allergénicité du pollen en augmentant la quantité de molécules allergènes à l'intérieur des pollens. Une synergie avec les particules diesel (qui stimulent la synthèse des IgE et des cytokines, ce qui exacerbe les allergies chez les patients prédisposés) semblent également exister. Les pollens déshydratés ou frais peuvent aussi agresser les muqueuses et le système immunitaire comme simples irritants respiratoires, jouant le rôle de facteurs adjuvants dans la réaction immunitaire et allergisante. Dans ce cas la pollution photo-oxydante serait en cause, plus que la pollution acido-particulaire, expliquant la croissance des rhinites et certaines conjonctivites allergiques. Des sensibilisations à long terme semblent plausibles, mais non prouvées faute d'études épidémiologiques longues. C'est le cas notamment de polluants acides. De plus, certains polluants (superoxydants, acides) fréquents en ville et dans les paysages industrialisés peuvent contribuer à dégrader la cuticule du grain de pollen. Les molécules sous-jacentes, dont des molécules de défense et protection du pollen, pour certaines allergènes (protéines de transfert de lipides notamment), sont alors susceptible d'entrer en contact avec les muqueuses lorsque le pollen est inhalé.
L'ozone troposphérique peut contribuer à dégrader les pollens. Il est par ailleurs fortement suspecté d'être un sensibilisant des muqueuses qui augmente le risque d'allergie respiratoire. De même pour les micro-particules perdues par les diesels ; une étude japonaise a montré que les allergiques étaient d'autant plus sensibles au pollen de cryptomère et de cyprès, dont le nom commun Cèdre prête à confusion (le pollen des vrais cèdres Cedrus, n'est pas allergisant) qu'ils vivaient à proximité de plantations et de voies de circulation,.

#### Facteurs météorologiques
L'approche d'un orage avec augmentation du vent ou fortes rafales de vent au moment du pic de production de pollen (par exemple du ray-grass) peut fortement exacerber le risque de crise d'asthme, chez l'adulte et chez l'enfant. À titre d'exemple dans l'agglomération de Nantes en juin 2013 SOS Médecins et deux systèmes (Réseau national de surveillance aérobiologique et Pollinarium Sentinelle) ont signalé le 7 juin un pic d'appels pour crises d'asthme à partir de 21h00 et du 7 au 10 juin (152 appels enregistrés contre 27 les quatre jours précédents). Ce pic a coïncidé avec l'émission de pollen par le ray-grass, signalé par le Pollinarium Sentinelle de Nantes le même jour. Et les deux heures précédant les premiers appels correspondent au début d'une tempête lié à un orage (avec 2 pics de précipitations). L’explication donnée par une analyse récente est que dans ces circonstances des grains de pollen éclatent en particules qui sont intensément et rapidement diffusées par le vent : cette "« micronisation » des grains de pollen" permet une pénétration plus profonde dans l'arbre respiratoire. Des épisodes similaires ont été signalés à Londres en 1994 et à Melbourne en 2016 chez des patients dont la plupart avaient des antécédents de rhinite allergique. Ce phénomène semble rare en France, mais les auteurs de l'article recommandent aux personnes allergiques au pollen de rester à l'intérieur avec les fenêtres bien fermées à l'approche d'un orage survenant au moment d'un important dégagement de pollen.
En outre, dans les environnements urbains, artificialisés et secs, les pollens ne sont pas fixés par les rosées, mousses, lichens et sols humides. Ils peuvent être plusieurs fois remis en suspension dans l'air et sont exposés à l'abrasion de leur cuticule

### L'influence du climat
Le climat influe sur la pollinisation :
- Un hiver froid ou des épisodes de gel retardent la croissance des plantes et parfois le début de la période de pollinisation ; au contraire, un hiver doux favorise une pollinisation plus précoce ;
- Une forte amplitude thermique le jour favorise la libération de pollen ;
- Un air chaud et sec favorise la concentration de pollen dans l'air ;
- Un vent fort — supérieur à 45 km/h — disperse et dilue le pollen dans l'atmosphère, alors qu'une brise modérée l'y maintient en suspension, favorisant sa concentration. Un vent faible — inférieur à 2 km/h — favorise la dépose du pollen au sol. Un ré-envol est possible si le sol est sec et artificiel ;
- La brume peut alourdir les pollens et favoriser leur dépôt au sol, et la pluie nettoie l'air des pollens et lave les dépôts sur les toitures, gouttières, murs, sols et autres surfaces lisses ;
- Le changement climatique (en cours) modifie la saison pollinique, de manière différente selon les espèces, avec une tendance à une saison plus précoce et plus longue. Les plantes allergènes produisent plus de pollen en réponse à des niveaux atmosphériques élevés de CO2[3]. Il affecte également les événements extrêmes (ex : canicules, vagues de chaleur, sécheresses, orages, inondations, cyclones et ouragans). Ces événements climatiques, notamment les orages survenant en pleine saison pollinique, peuvent augmenter l'intensité de crises d'asthme de personnes atteintes de pollinose[3].

Le changement climatique provoque une augmentation de la production de pollen et des modifications de propriétés allergènes pouvant encore affecter la santé humaine. « Le besoin d'éducation du public et l'adoption de mesures gouvernementales pour prévenir la pollution de l'environnement et le changement climatique sont urgents ».
En contexte de réchauffement certaines espèces produisent moins de pollens, et d'autres plus. De nouveaux pollens sont issus d'espèces introduites, parfois sources de risques accrus de pollinose. En outre l'air pollué par un excès de CO2 semblent, chez certaines espèces allergènes, aussi augmenter la production de pollen. On a par exemple expérimentalement montré que, « par rapport à une concentration ambiante en CO2 de type préindustriel (280 μmol/mol), la production de pollen d'ambroisie (Ambrosia artemisiifolia L.) augmentait de 131 % en présence d’une concentration « actuelle » (370 μmol/mol), et de 320 % en présence d’une concentration projetée dans le XXIe siècle (600 μmol/mol) »,,. Si cela était confirmé pour d'autres espèces la prévalence d'allergies devrait encore augmenter au fur et à mesure que le taux de CO2 augmentera.

## Symptômes
Très souvent bénins, ils peuvent parfois être très sévères, voire devenir invalidants (fortes rhinites avec irritation et picotements du nez, crises d'éternuements, écoulement et obstruction nasale, conjonctivites et larmoiements, démangeaisons, rougeurs, toux, oppression thoracique, respiration sifflante, asthme avec diminution du souffle, fatigue, maux de têtes, manque de concentration, eczéma, œdème, voire urticaire).

## Traitements, précautions
La désensibilisation permet de supprimer ou d'atténuer les effets de la pollinose. Certains traitements médicaux diminuent les symptômes.
- Limiter l'exposition aux pollens dans les périodes où ils sont émis peut limiter les effets d'une pollinose, surtout dans les zones urbaines polluées où certains pollens peuvent être plus allergisants et les personnes prédisposées au risque par des muqueuses irritées.
- Dans un jardin, une haie faite avec des pieds femelles d'essences dioïques ne produira pas de pollens.
- Une présence abondante d'insectes pollinisateurs diminue théoriquement le risque de présence dans l'air des pollens produits par les plantes qui les utilisent pour leur reproduction (restent les espèces anémophiles).
- Une humidité suffisante (sol humide, rosée) limitera la remise en suspension de pollens tombés au sol.